# Rick Loomis
Rick Loomis (24 agosto 1946 – 23 agosto 2019) è stato un autore di giochi statunitense fondatore della Flying Buffalo e presidente della GAMA.

## Biografia
L'interesse di Rick per i wargame nacque negli anni sessanta mentre prestava servizio militare a Fort Shafter a Oahu nelle Hawaii dopo aver acquistato una copia di Gettysburg della Avalon Hill. Per la fine degli anni settanta aveva inventato il gioco, Nuclear Destruction che prevedeva il movimento nascosto delle truppe ed era adatto ad essere giocato per posta e a partire dal gennaio 1970 iniziò ad inviare lettere agli inserzionisti di The General che cercavano avversari per giochi postali offrendosi di moderare partite a Nuclear Destruction. Ben presto si trovò con oltre 200 giocatori e per gestire il carico di lavoro chiese all'amico Steve McGregor di scrivere un programma per moderare automaticamente le partite. All'epoca sia Loomis che McGregor stavano servendo nell'esercito a Fort Shaftner e affittarono l'uso di un computer in un centro dati vicino alla base usando il nome di "Flying Buffalo".
Nel 1972 dopo aver lasciato l'esercito Loomis e MacGregor registrarono ufficialmente la loro compagnia come Flying Buffalo, Inc (FBI), mettendo insieme le loro finanze per acquistare un minicomputer Raytheon 704, al costo di 14000 $, con cui gestire le partite di Nuclear Destruction. La nuova compagnia entrò anche nel campo dei giochi da tavolo acquistando i diritti del gioco di carte Nuclear War da Doug Malwicki e pubblicò e iniziò a gestire altri giochi postarli, Starweb (1976) e Heroic Fantay (1982).
Nel 1975 Ken St. Andre contattò Loomis per chiedergli di portare 40 copie del gioco di ruolo che aveva scritto, Tunnels & Trolls, alla convention di giochi Origins. Loomis era scettico sulle possibilità di un gioco che consisteva solo di un manuale, senza pedine, né tabellone, ma si ricredette quando vendette tutte le copie che St. Andre gli aveva affidato e più tardi quello stesso anno la Flying Buffalo acquisì in licenza i diritti di T&T e ne pubblicò una seconda edizione nel dicembre 1975. Per supportare il gioco, su suggerimento di un amico scrisse il libro game Buffalo Castle usando le regole di Tunnels & Troll, questo fu il primo di una collana di ventiquattro numeri (scritti da altri autori).
Il 19 agosto 1989 alla prima riunione della Association of Game Manufacturers (che ben presto cambiò nome in Game Manufacturers Association) fu nominato tesoriere e presidente. Mantenne la carica di presidente per un anno e quella di tesoriere più a lungo, fu nuovamente presidente per nove anni di fila e nel 2014 fu nuovamente presidente.
Un altro prodotto ideato da Loomis che ottenne un buon successo fu Grimtooth's Traps (1981), una collezione di trappole per sotterranei, descritte in maniera generica e non legate ad alcun sistema di gioco in particolare e che fu la base della linea Catalyst della Flying Buffalo, dedicata a prodotti per giochi di ruolo generici.
Nel 1984 il gioco di carte Nuclear Escalation rischiò di essere bandito nel Regno Unito quando due membri del parlamento laburisti lo definirono un "disgustoso prodotto dell'industria dei giocattoli" e Loomis intervistato sull'argomento disse "il gioco vuole essere umoristico... il soggetto è così serio che se non ci si ride sopra si dovrebbe piangere."
Nel 1988 fu nominato nella Hall of Fame dell'Origins Award.
Nel 2002 scrisse con James Ernest TOM: The Origins Metagame (il nome fa riferimento all'Origins Game Fair). Ogni carta rappresenta un gioco, un autore o un editore di giochi. I giocatori giocano ognuno una carta coperta e la rivelano contemporaneamente confrontandole in modo simile alla Morra cinese (un editore batte una persona, una persona batte un gioco e un gioco batte un editore), ma se una carta è elencata sull'altra (una persona ha lavorato per un editore, un gioco è stato creato da un autore, ecc..), allora le condizioni di vittoria sono invertite. Infine se due giocatori giocano lo stesso tipo di carta si confrontano dei valori seganti sulla carta.
Malato di linfoma, è morto il 23 agosto 2019.